# الساندرو کورتی
الساندرو کورتی (انگلیسی: Alessandro Corti؛ زادهٔ ۲۱ ژوئن ۲۰۰۰) بازیکن فوتبال اهل ایتالیا است.